# Paulhiac
 Paulhiac  ist eine französische Gemeinde mit 307 Einwohnern (Stand 1. Januar 2022) im Département Lot-et-Garonne in der Region Nouvelle-Aquitaine. Sie gehört zum Arrondissement  Villeneuve-sur-Lot und zum Kanton Le Haut Agenais Périgord.

## Bevölkerungsentwicklung
| Jahr      | 1962 | 1968 | 1975 | 1982 | 1990 | 1999 | 2007 | 2018 |
| Einwohner | 297  | 298  | 242  | 206  | 215  | 225  | 285  | 308  |

## Sehenswürdigkeiten
- Kirche Notre-Dame-de-la-Purification im Ortsteil Bonnenouvelle (Monument historique)
- Kirche Saint-Vincent im Ortsteil Souliès (Monument historique)
- Kirche Saint-Martin im Ortsteil Genibrède

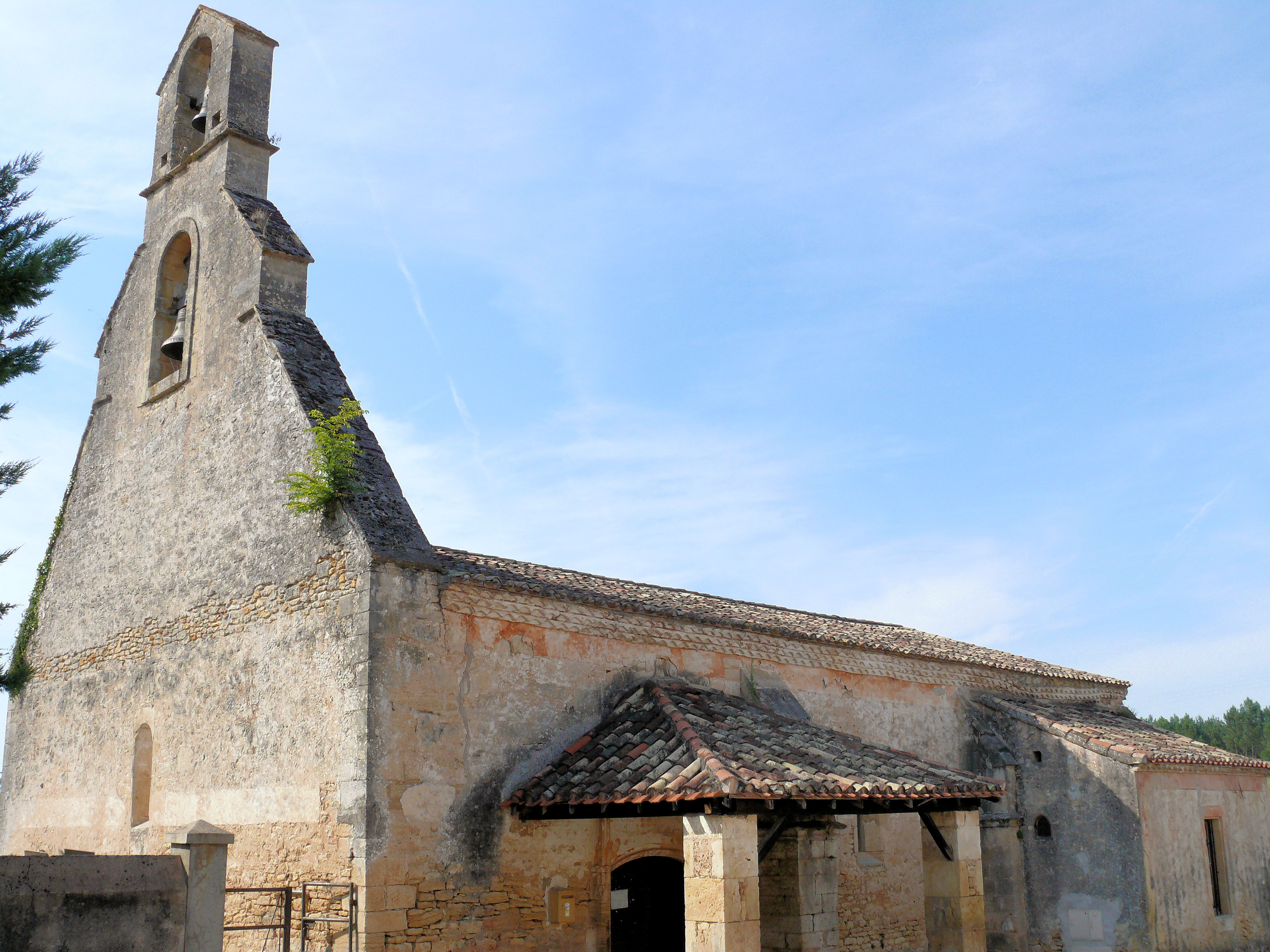
Kirche Notre-Dame-de-la-Purification
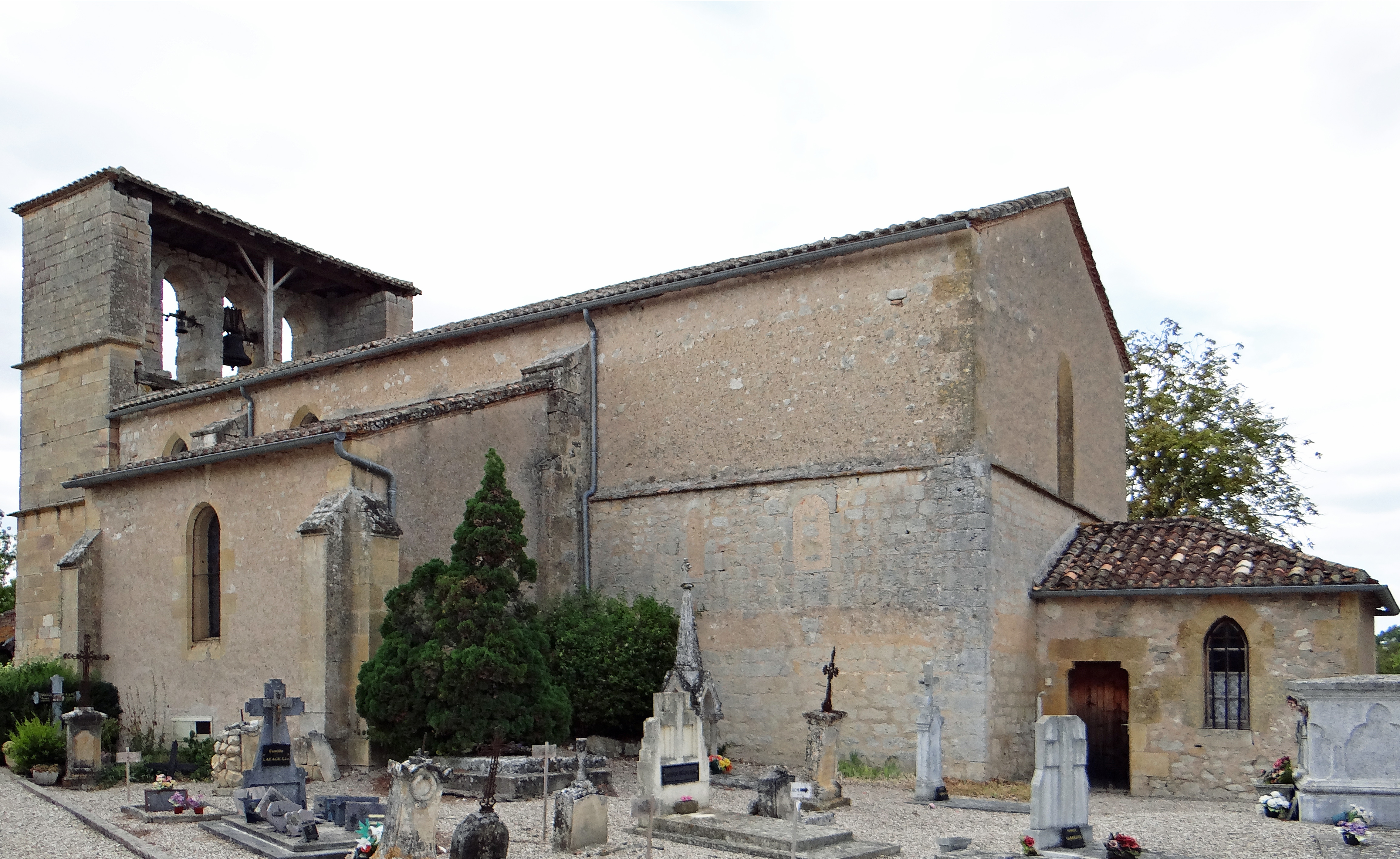
Kirche Saint-Vincent
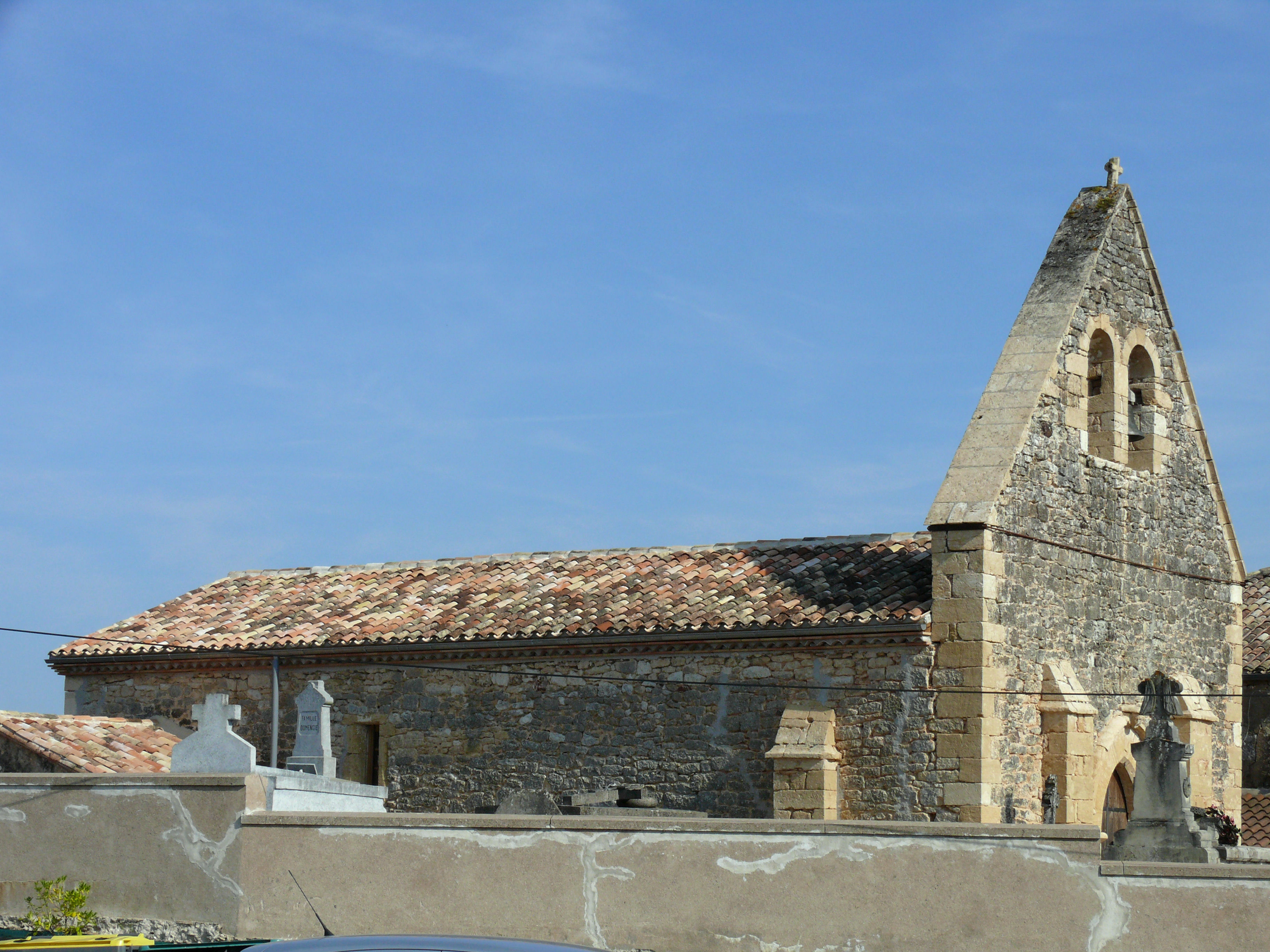
Kirche Saint-Martin